# Élections régionales de 2024 en Ligurie
Les élections régionales de 2024 en Ligurie (en italien : Elezioni regionali in Liguria del 2023) se tiennent les 27 et 28 octobre 2024 afin d'élire le président de la junte régionale et les 30 autres membres de la XIIe législature du conseil régional de Ligurie.

## Mode de scrutin

Région de Ligurie.

La Ligurie est une région italienne à statut simple. Le conseil et son président sont élus simultanément pour des mandats de cinq ans. Ce dernier est élu au scrutin uninominal majoritaire à un tour tandis qu'un minimum de 51 sièges de conseillers sont pourvus selon un système mixte.
Pour 29 d'entre eux, le scrutin utilisé est proportionnel plurinominal avec listes ouvertes et répartition des sièges selon la méthode du plus fort reste, avec application d'un seuil électoral de 3 %. Les électeurs ont la possibilité d'effectuer un vote préférentiel pour deux des candidats de la liste pour laquelle ils votent, afin de faire monter leur place dans celle-ci. Le seuil électoral ne s'applique pas pour les listes liées à un candidat à la présidence ayant réuni au moins 5 % des voix.
À ces sièges s'ajoutent 7 autres qui sont quant à eux pourvus au scrutin majoritaire plurinominal avec listes fermées. Chaque liste inclut son candidat à la présidence, et ces sept sièges sont ainsi attribués en bloc à la liste du candidat vainqueur de la présidence et à celui-ci, donnant au scrutin une tendance majoritaire.
Enfin, le candidat en tête de liste arrivé à la deuxième place de l'élection pour la présidence est membre à part entière du conseil, ce qui porte le nombre minimum de ses membres à un total de 31.

### Modalités
L'électeur vote sur un même bulletin pour un candidat à la présidence et pour la liste d'un parti. Il a la possibilité d'exprimer ce vote de plusieurs façons.
- Soit voter uniquement pour une liste, auquel cas son vote s'ajoute également à ceux pour le candidat à la présidence soutenu par la liste. Il a également la possibilité d'exprimer un vote préférentiel pour deux candidats de son choix sur la liste en écrivant leurs noms. Il ne doit dans ce cas pas écrire les noms de deux candidats de même sexe, ni un seul nom.

- Soit ne voter que pour un candidat à la présidence, auquel cas son vote n'est pas étendu à sa liste.

- Soit préciser son vote pour un candidat et son vote pour une liste. Contrairement à plusieurs autres régions italiennes, l'électeur peut effectuer un panachage en choisissant un candidat à la présidence et une liste ne faisant pas partie de celles soutenant le candidat choisi[1].

### Répartition des sièges
| Provinces                 | Sièges | +/-           |  |
| Gênes                     | 14     | en stagnation |  |
| Imperia                   | 4      | en stagnation |  |
| La Spezia                 | 6      | en stagnation |  |
| Savone                    | 5      | en stagnation |  |
| Candidats à la présidence | 2      | en stagnation |  |
| Total                     | 31     | en stagnation |  |

## Résultats
|                        |                        |            |            |                      |                                          |                                          |         |         |         |               |               |       |  |  |
| Présidence             | Présidence             | Présidence | Présidence | Présidence           | Conseil                                  | Conseil                                  | Conseil | Conseil | Conseil | Conseil       | Conseil       | Total |  |  |
| Candidats              | Candidats              | Votes      | %          | Élus                 | Partis                                   | Partis                                   | Votes   | %       | +/-     | Sièges        | +/-           | Total |  |  |
|                        | Marco Bucci (Ind.)     | 291 089    | 48,77      | 1                    |                                          | Frères d'Italie (FdI)                    | 84 836  | 15,08   | 4,21    | 5             | 2             |       |  |  |
|                        | Marco Bucci (Ind.)     | 291 089    | 48,77      | 1                    | La Ligurie gagne                         | 53 220                                   | 9,46    | Nv.     | 3       | 3             |               |       |  |  |
|                        | Marco Bucci (Ind.)     | 291 089    | 48,77      | 1                    | Ligue (Lega)                             | 47 656                                   | 8,47    | 8,67    | 3       | 3             |               |       |  |  |
|                        | Marco Bucci (Ind.)     | 291 089    | 48,77      | 1                    | Forza Italia (FI)                        | 44 854                                   | 7,97    | 2,70    | 3       | 2             |               |       |  |  |
|                        | Marco Bucci (Ind.)     | 291 089    | 48,77      | 1                    | Orgueil ligurien                         | 32 070                                   | 5,70    | Nv.     | 3       | 3             |               |       |  |  |
|                        | Marco Bucci (Ind.)     | 291 089    | 48,77      | 1                    | Union de centre (UdC)                    | 7 298                                    | 1,30    | 0,65    | —       | en stagnation |               |       |  |  |
|                        | Marco Bucci (Ind.)     | 291 089    | 48,77      | 1                    | Alternative populaire (AP)               | 1 929                                    | 0,34    | Nv.     | —       | en stagnation |               |       |  |  |
| Total Centre-droit     | Total Centre-droit     | 291 089    | 48,77      | 1                    | 271 863                                  | 48,33                                    | 8,20    | 17      | 1       | 18            |               |       |  |  |
|                        | Andrea Orlando (PD)    | 282 671    | 47,36      | 1                    |                                          | Parti démocrate (PD)                     | 160 148 | 28,47   | 8,58    | 8             | 2             |       |  |  |
|                        | Andrea Orlando (PD)    | 282 671    | 47,36      | 1                    | Alliance verts et gauche (AVS)           | 34 721                                   | 6,17    | Nv.     | 2       | 2             |               |       |  |  |
|                        | Andrea Orlando (PD)    | 282 671    | 47,36      | 1                    | Liste Orlando                            | 29 818                                   | 5,30    | Nv.     | 1       | 1             |               |       |  |  |
|                        | Andrea Orlando (PD)    | 282 671    | 47,36      | 1                    | Mouvement 5 étoiles (M5S)                | 25 670                                   | 4,56    | 3,22    | 1       | 1             |               |       |  |  |
|                        | Andrea Orlando (PD)    | 282 671    | 47,36      | 1                    | Pacte civique réformiste (A-PRI-MRE-PER) | 9 813                                    | 1,74    | Nv.     | —       | en stagnation |               |       |  |  |
|                        | Andrea Orlando (PD)    | 282 671    | 47,36      | 1                    | La Ligurie la tête haute                 | 9 125                                    | 1,62    | Nv.     | —       | en stagnation |               |       |  |  |
| Total Centre-gauche    | Total Centre-gauche    | 282 671    | 47,36      | 1                    | 269 295                                  | 47,88                                    | 9,14    | 12      | 1       | 13            |               |       |  |  |
|                        | Nicola Morra           | 5 224      | 0,88       | —                    |                                          | Unis pour la Constitution                | 4 934   | 0,88    | Nv.     | 0             | en stagnation | 0     |  |  |
|                        | Nicola Rollando        | 5 079      | 0,85       | —                    |                                          | Pour l'Alternative (PaP-PCI-PRC)         | 4 920   | 0,87    | Nv.     | 0             | en stagnation | 0     |  |  |
|                        | Francesco Toscano      | 5 071      | 0,85       | —                    |                                          | Démocratie souveraine et populaire (DSP) | 4 709   | 0,84    | Nv.     | 0             | en stagnation | 0     |  |  |
|                        | Marco Ferrando         | 2 099      | 0,35       | —                    |                                          | Parti communiste des travailleurs (PCL)  | 1 813   | 0,32    | Abs.    | 0             | en stagnation | 0     |  |  |
|                        | Maria Antonietta Cella | 2 076      | 0,35       | —                    |                                          | Parti populaire du Nord                  | 1 674   | 0,30    | Nv.     | 0             | en stagnation | 0     |  |  |
|                        | Davide Felice          | 1 855      | 0,31       | —                    |                                          | Force du peuple (FdP)                    | 1 697   | 0,30    | Nv.     | 0             | en stagnation | 0     |  |  |
|                        | Alessandro Rosson      | 1 668      | 0,28       | —                    |                                          | Indépendance!                            | 1 569   | 0,28    | Nv.     | 0             | en stagnation | 0     |  |  |
|                        |                        |            |            |                      |                                          |                                          |         |         |         |               |               |       |  |  |
| Votes valides          | Votes valides          | 596 832    | 96,77      |                      | Votes valides                            | Votes valides                            | 562 474 | 91,20   |         |               |               |       |  |  |
| Votes blancs et nuls   | Votes blancs et nuls   | 19 916     | 3,23       | Votes blancs et nuls | Votes blancs et nuls                     | 54 274                                   | 8,80    |         |         |               |               |       |  |  |
| Total candidats        | Total candidats        | 616 748    | 100        | 2                    | Total partis                             | Total partis                             | 616 748 | 100     | -       | 29            | en stagnation | 31    |  |  |
| Abstentions            | Abstentions            | 724 945    | 54,03      |                      |                                          |                                          |         |         |         |               |               |       |  |  |
| Inscrits/participation | Inscrits/participation | 1 341 693  | 45,97      |                      |                                          |                                          |         |         |         |               |               |       |  |  |